# سلطان (آرتساخ)
سلطان (ترکی آذربایجانی: Sultan) یک منطقهٔ مسکونی در جمهوری آرتساخ است که در استان کاشاتاق واقع شده‌است.